# 柔順
| ウィキペディアには「柔順」という見出しの百科事典記事はありません（タイトルに「柔順」を含むページの一覧/「柔順」で始まるページの一覧）。 代わりにウィクショナリーのページ「柔順」が役に立つかもしれません。 |